# Mongolischer Kegelhelm
Ein Mongolischer Kegelhelm ist ein Helm und eine Schutzwaffe aus der Mongolei.

## Beschreibung
Ein Mongolischer Kegelhelm besteht in der Regel aus Eisen. Manche Versionen wurden aber auch wie der hier Beschriebene aus Silber gefertigt. Die Helmkalotte ist im unteren Bereich rund und wird im oberen Bereich schmaler und läuft am oberen Ende kegelförmig zu. Auf der Spitze ist eine runde Verzierung angebracht ebenso wie vier verzierte Bänder, die von der Helmspitze bis zum  Helmrand laufen und ein kreuzförmiges Muster bilden. Auf der Vorderseite des Helmes ist ein silberner Schild angebracht, der zum Schutz des Gesichtes und der Augen vor Blendung durch die Sonne dient. Die gesamte Helmoberfläche, außer dem Schild, ist mit Gravuren verziert.